# 1837 na música

## Nascimentos
| Data          | Nome             | Profissão  | Nacionalidade | Observações | Ref |
| ------------- | ---------------- | ---------- | ------------- | ----------- | --- |
| 2 de Janeiro  | Mily Balakirev   | compositor | Rússia        | m. 1910     |     |
| 9 de Dezembro | Émile Waldteufel | compositor | França        | m. 1915     |     |

## Mortes
| Data          | Nome                  | Profissão             | Nacionalidade | Observações | Ref |
| ------------- | --------------------- | --------------------- | ------------- | ----------- | --- |
| 26 de Julho   | John Field            | pianista e compositor | Irlanda       | m. 1837     |     |
| 17 de Outubro | Johann Nepomuk Hummel | compositor e pianista | Áustria       | n. 1778     |     |